# Michel Mondésert
Michel Mondésert, né à Villefranche-sur-Saône le 5 décembre 1916 et mort le 16 avril 2009 à Morestel, est un évêque catholique français, évêque auxiliaire de Grenoble de 1971 à 1992.

## Éléments biographiques

### Prêtre
Michel Mondésert a été ordonné diacre le 18 octobre 1942 et prêtre le 11 juillet 1943 pour le diocèse de Belley.

### Évêque
Nommé évêque auxiliaire de Grenoble par le pape Paul VI le 4 juin 1971 avec le titre d'évêque in partibus d'Apollonis, il a été consacré le 25 septembre suivant par le cardinal Alexandre Renard.
Il a assumé cette charge pendant plus de 20 ans, se retirant pour raison d'âge le 11 janvier 1992.
Il est décédé le 16 avril 2009.